# Emile Mulle de ter Schueren
Emile Pierre Mulle de ter Schueren (Gent, 6 augustus 1798 - Nevele, 28 mei 1886) was een Belgisch edelman.

## Biografie
Emile-Pierre Mulle was de enige zoon van Pierre-Bernard Mulle (1755-1810) en Marie-Josephine Delcambe (1773-1798), dochter van Pierre Delcambe, griffier van Tielt-ten-Hove en Hulswalle en in de Franse tijd vrederechter van het kanton Tielt. Zijn moeder overleed in het kinderbed. De familie Mulle, oorspronkelijk uit Sint-Eloois-Vijve, was politiek zeer actief en bepaalde het beeld van het 19de-eeuwse socioculturele leven in Tielt. 
Hij trouwde in 1825 in Dentergem met Adélie van der Meulen (1803-1875) en ze hadden vijf kinderen. Ze woonden in hun herenhuis te Tielt. Hij werd onder het Verenigd Koninkrijk der Nederlanden majoor van de schutterij in Tielt. In 1830 werd hij secretaris van het kiescollege van het district Tielt voor de verkiezing van leden van het Nationaal Congres. Hij werd zelf voor het Congres verkozen, maar wees dit af.
In 1843 werd Mulle erkend in de erfelijke adel, of voor zoveel nodig, opgenomen in de Belgische adel. In 1870 kreeg hij vergunning om de ter Schueren aan de familienaam toe te voegen, naam van een heerlijkheid die vroeger aan de familie toebehoorde.

## Afstammelingen
- Emile Mulle de ter Schueren (1826-1903), diplomaat, trouwde in 1875 in Vlamertinge met Irma Malou (1848-1876). Zijn echtgenote overleed in het kinderbed na de geboorte van een enige dochter.
  - Emilie Mulle de ter Schueren (1876-1962)
- Adile Eugène Mulle de ter Schueren (1827-1914), gemeenteraadslid van Tielt, volksvertegenwoordiger en senator, kreeg in 1914 de titel baron, overdraagbaar bij eerstgeboorte, trouwde in 1854 in Brussel met Marie-Caroline Coghen (1832-1870), dochter van graaf Jacques Coghen, minister van Financiën, volksvertegenwoordiger, senator en gemeenteraadslid van Brussel. Ze kregen een zoon en twee dochters, met afstammelingen tot heden.
  - Marguerite Mulle de ter Schueren (1855-1932), trouwde in 1874 in Tielt met Ildefonse-Louis Malou (1847-1906). Ze kregen een zoon en twee dochters, met afstammelingen tot heden.
  - Adile Jacques Mulle de ter Schueren (1857-1932), advocaat, provincieraadslid van West-Vlaanderen en senator, trouwde in 1884 in Elsene met Louise Calmeyn (1859-1932), dochter van Louis Calmeyn, advocaat, en nicht van Pierre Calmeyn, advocaat en volksvertegenwoordiger. Ze kregen een zoon en een dochter.
    - Louis Mulle de ter Schueren (1887-1957), trouwde in 1914 in Drongen met Marie-Louise Solvyns (1891-1985), kleindochter van Ernest Solvyns. Ze kregen twee zoons en twee dochters, met afstammelingen tot heden.
    - Ghislaine Mulle de ter Schueren (1888-1974), trouwde in 1912 in Brussel met baron Charles du Sart de Bouland (1889-1959). Ze kregen twee dochters, waaronder Hélène du Sart de Bouland, met afstammelingen tot heden.
- Léonide Mulle de ter Schueren (1828-1896), trouwde in 1850 in Sint-Joost-ten-Node met ridder Étienne de Vrière (1814-1864), gemeenteraadslid van Beernem en provincieraadslid van West-Vlaanderen. Ze kregen twee zoons en een dochter, waaronder Etienne de Vrière, burgemeester van Beernem, senator en provincieraadslid van West-Vlaanderen, met afstammelingen tot heden.
- Léonce Mulle de ter Schueren (1830-1888), trouwde in 1882 in Eelen met gravin Isabelle d'Alcantara de Querrieu (1854-1916). Het huwelijk bleef kinderloos.